# Cheruvannur
Cheruvannur es una ciudad censal situada en el distrito de Kozhikode en el estado de Kerala (India). Su población es de 61614 habitantes (2011). Se encuentra a orillas del río Chaliyar, a 9 km de Kozhikode.

## Demografía
Según el censo de 2011 la población de Cheruvannur era de 61614 habitantes, de los cuales 29777 eran hombres y 31837 eran mujeres. Cheruvannur tiene una tasa media de alfabetización del 95,56%, superior a la media estatal del 94%: la alfabetización masculina es del 97,17%, y la alfabetización femenina del 94,08%.